# Jim Ishida
Pour les articles homonymes, voir Ishida.
Jim Ishida est un acteur américain né en 1943 à Tokyo au Japon.

## Filmographie
- 1976 : La Bataille de Midway (Midway) : Pilot Lt. Takeo Koda
- 1982 : Hansel et Gretel (Hansel and Gretel) (TV) : Hansel
- 1983 : Le Coup du siècle (Deal of the Century) de William Friedkin : Masaggi's Aide #1
- 1981 : Dynastie ("Dynasty") (série TV) : Lin (1984-1987)
- 1985 : This Child Is Mine (TV) : Dr Ying
- 1986 : L'Amie mortelle (Deadly Friend) : Coroner
- 1989 : Le Triangle de fer (The Iron Triangle) d'Eric Weston : Khoi
- 1989 : Kinjite, sujets tabous (Kinjite: Forbidden Subjects) : Nakata
- 1989 : Black Rain : Insp. Yamada, Escort Officer
- 1989 : Retour vers le futur II (Back to the Future Part II) : Iko 'Jitz' Fujitsu
- 1990 : Predator 2 de Stephen Hopkins :  Reporter
- 1991 : Tchernobyl: le dernier avertissement (Chernobyl: The Final Warning) (TV) : Dr Terasaki
- 1991 : K-9000 (TV) : Rocky Araki
- 1991 : Les Justiciers de Little Tokyo (Showdown in Little Tokyo) : Asian Cop #2
- 1991 : Cold Heaven : Dr Tanaki
- 1991 : Ricochet : Reporter
- 1992 : Baywatch: River of No Return (TV) : Sheriff Chen
- 1993 : CIA : Nom de code Alexa (en) (CIA Code Name: Alexa) : Guest
- 1994 : Miss Karaté Kid (The Next Karate Kid) : Tall Monk
- 1995 : Showgirls : Mr. Okida
- 1995 : Strange Days : Mr. Fumitsu
- 1996 : Dunston : Panique au palace (Dunston Checks In) : Bali Majestic Guest
- 1996 : The Silencers : Senator Furiyo
- 1998 : Armageddon : Client #3
- 1999 : After One Cigarette : Tommy
- 1999 : Late Last Night (en) (TV) : Japanese Man
- 2000 : Stanley's Gig : Byron Fujisaki
- 2002 : Ana (Real Women Have Curves) : Landlord
- 2004 : Le Terminal (The Terminal) : Yoshinoya Manager